# Henri Cordier (homme politique)
Pour les articles homonymes, voir Henri Cordier et Cordier (homonymie).
Henri Cordier, né le 12 avril 1890 à Cloué (Vienne) et mort le 22 décembre 1961 à Loudéac (Côtes-du-Nord), est un homme politique français.

## Biographie
Après des études secondaires au collège de Saint-Maixent, il part à Poitiers (commune du Centre-Ouest de la France, chef-lieu du département de la Vienne), où il obtient sa licence en droit. Il entre donc comme contrôleur dans l'administration des contributions directes.
Ancien combattant de la Première Guerre mondiale, décoré de la médaille militaire et de la Croix de guerre, Cordier milite dans le mouvement combattant et se consacre à la cause des victimes de guerre. Ainsi, il devient vice-président de l'Union nationale des combattants (UNC) des Côtes-du-Nord.
Lors des élections municipales de 1945, il est élu conseiller municipal de Loudéac puis désigné maire quelques jours plus tard. En novembre 1948, il est candidat aux élections sénatoriales sous l'étiquette RPF, en deuxième position sur la liste d'union républicaine conduite par André Cornu, et obtient le meilleur score lors des deux tours de scrutin. Il fait ainsi son entrée à la chambre haute avec André Cornu et Yves Jézequel.
Au Conseil de la République, il siège sur les bancs du groupe des Républicains indépendants et intègre la commission des affaires économiques ainsi que celle du ravitaillement.
En mars 1949, il renforce son implantation locale, en devenant conseiller général des Côtes-du-Nord, élu dans le canton de Loudéac. 
Réélu pour un troisième mandat de maire en mai 1953, il est aussi reconduit dans ses fonctions de sénateur en juin 1955. La même année, il quitte son fauteuil de premier édile pour raisons de santé. En 1959, il ne se représente pas aux sénatoriales et renonce à son dernier mandat – celui de conseiller général – en 1961, sa santé s'étant encore dégradée.
Le 22 décembre 1961, il meurt des suites d'une longue maladie.

## Détail des fonctions et des mandats
Mandat parlementaire
- 7 novembre 1948 - 19 juin 1955 : sénateur des Côtes-du-Nord

Mandats locaux
- 18 mai 1945 - 21 décembre 1955 : maire de Loudéac
- mars 1949 - 4 juin 1961 : conseiller général du canton de Loudéac

## Décorations
- Chevalier de la Légion d'honneur (1960)
- Croix de guerre 1914-1918
- Médaille militaire